# Pseudanapis hoeferi
Pseudanapis hoeferi är en spindelart som beskrevs av Kropf 1995. Pseudanapis hoeferi ingår i släktet Pseudanapis och familjen Anapidae. Inga underarter finns listade i Catalogue of Life.